# Roman Gröbmer
Roman Gröbmer (24 dicembre 1981) è un ex sciatore alpino italiano.

## Biografia
Slalomista puro originario di Resia e attivo dal dicembre del 1996, Gröbmer esordì in Coppa Europa il 10 dicembre 1999 a Nova Levante, senza completare la gara; ai Mondiali juniores di Verbier 2001 vinse la medaglia d'argento. In Coppa Europa ottenne il miglior piazzamento il 14 dicembre 2001 a Obereggen (27º) e prese per l'ultima volta il via il 30 novembre 2002 a Levi, senza completare la gara; si ritirò al termine della stagione 2004-2005 e la sua ultima gara fu uno slalom gigante FIS disputato il 7 aprile all'alpe Cermis. Non debuttò in Coppa del Mondo né prese parte a rassegne olimpiche o iridate.

## Palmarès

### Mondiali juniores
- 1 medaglia:
  - 1 argento (slalom speciale a Verbier 2001)

### Coppa Europa
- Miglior piazzamento in classifica generale: 196º nel 2002